# Свято-Миколаївська церква (Конотоп)
Свято-Миколаївська церква (місцева назва: Миколаївська церква) — чинна дерев'яна церква (Конотопське благочиння Конотопсько-Глухівської єпархії) у місті Конотопі Сумської області; оригінальна пам'ятка кінця XIX століття, відновлена у наш час; це один з небагатьох вцілілих у радянський час конотопських храмів, унікальна і стара дерев'яна церква Сумщини.

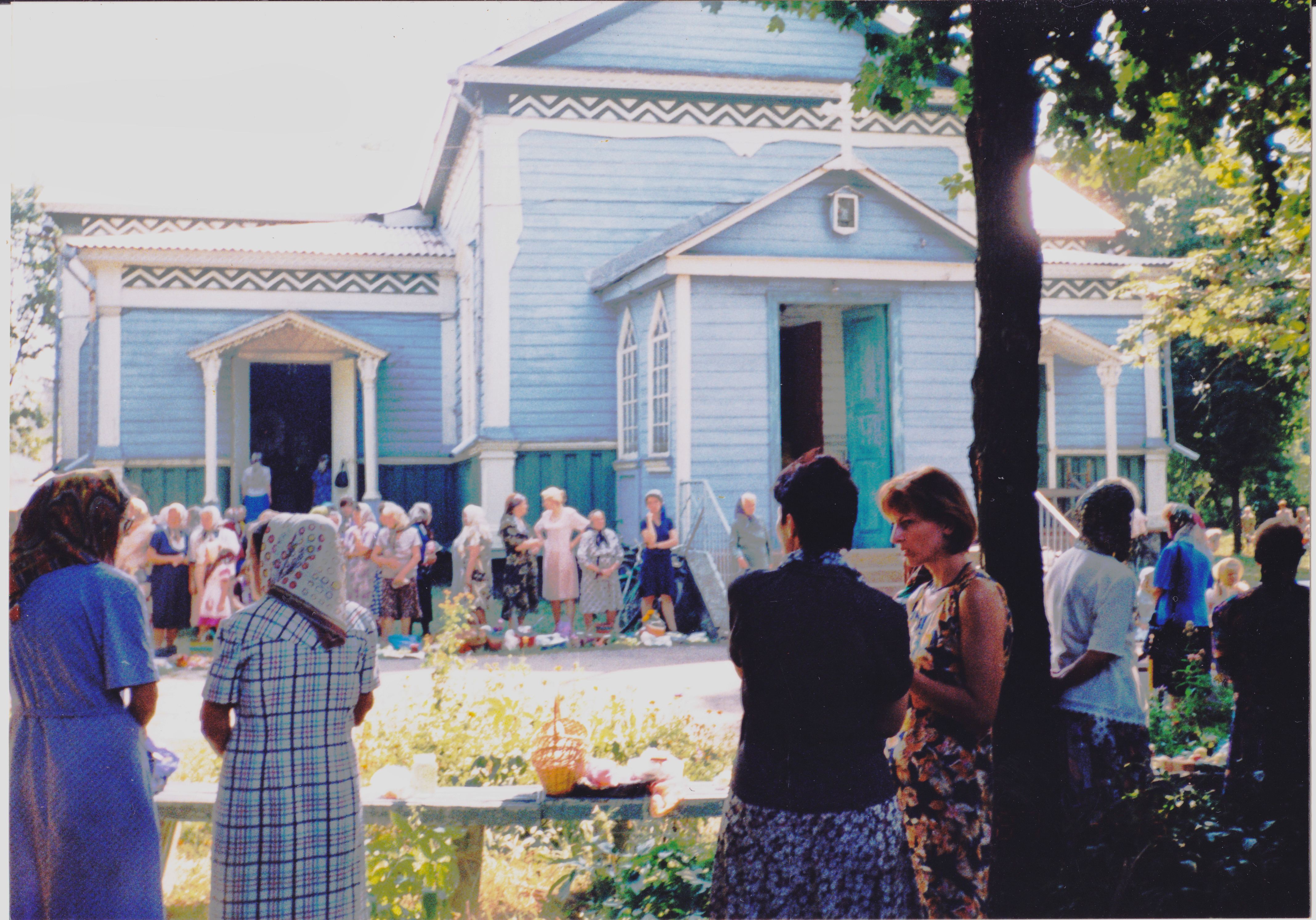
Віряни біля Свято-Миколаївської церкви під час святкування Яблучного Спасу, серпень 2000 року

Миколаївський храм розташований в історичному районі Конотопа Загребелля (на правобережжі Єзуча) — по вулиці Івана Скоропадського, 64.

## З історії церкви
Дерев'яна Миколаївська церква на Загребеллі у Конотопі була збудована у 1891 році, відтак вважається однією з найстаріших дерев'яних і унікальною са́ме для Сумського регіону.
З історією цієї церкви пов'язані певні трагічні події, які, можливо, і врятували її від руйнування. У радянські часи у 1933 році в Конотоп прибув член Ленінградського продовольчого комітету товариш Самарін із загоном озброєних людей. Розташувались у місті, в приміщенні колишньої жіночої гімназії по вулиці Сарнавській. Після «заготівлі» хліба загін вирушив на Загребелля і приступив до експропріації церковного майна Миколаївської церкви. Почали виносити ікони, хрести, ризи та інше начиння. Побачивши це, церковний староста, з благословення о. Тимошівського, вдарив у дзвони на сполох. Почали збігатися люди. Члени загону відступили. Увечері того ж дня, за нез'ясованих обставин, пароха Миколаївського храму отця Тимошівського було вбито. Проте храм залишився, хоча своє культове призначення втратив. Споруду переробили в клуб, потім храм тривалий час стояв пусткою.
Велику реконструкцію і впорядкування Свято-Миколаївського храму було здійснено в 2007 році.